# Jamaikanische Badmintonmeisterschaft 1987
Die Jamaikanische Badmintonmeisterschaft 1987 fand vom 26. bis zum 28. September 1987 im Constant Spring Golf and Country Club in Kingston statt. Es war die 40. Austragung der nationalen Titelkämpfe im Badminton von Jamaika.

## Sieger und Finalisten
| Disziplin    | Gold                        | Silber                     |
| ------------ | --------------------------- | -------------------------- |
| Herreneinzel | Robert Richards             | Garth King                 |
| Dameneinzel  | Maria Leyow                 | Terry Leyow                |
| Herrendoppel | George Hugh Sammy Leyow     | Robert Richards Garth King |
| Damendoppel  | Carol Jones Maria Leyow     | Camille Lue Terry Leyow    |
| Mixed        | Robert Richards Maria Leyow | George Hugh Carol Jones    |